# Púixkine (Krasnogvardiske)
|  | Per a altres significats, vegeu «Púixkine». |

Púixkine (Пушкіне (ucraïnès), Пушкино (rus), Púixkino) és un poble de la República Autònoma de Crimea a Ucraïna, que el 2014 tenia 663 habitants. Pertany al districte de Krasnogvardiske.